# Aero the Acro-Bat
Aero the Acro-Bat är ett SNES och Sega Mega Drive-spel skapat av David Siller och utvecklat av Iguana Entertainment, Spelet utgavs av Sunsoft i oktober 1993. Spelet är inspirerat av de spelmaskotar som uppstod med Sonic.

## Handling
Fladdermusen Aero bor och arbetar på en cirkus. Han måste skydda cirkusen från den elake tidigare clownen Edgar Ektor, som tidigare brukade arbeta på samma cirkus, men nu vill lägga ner den för gott. Aero måste också ta sig an Zero the Kamikaze Squirrel.
Under 16-bitarskonsolernas dagar var Aero Sunsofts egen maskot. Electronic Gaming Monthly utsåg Aero till "1993 års bästa nya rollfigur". Han föll senare i glömska, tills Metro 3D 2002 meddelade att spelet skulle porteras till Game Boy Advance.
Spelet släpptes till Wiis Virtual Console i PAL-regionen den 23 juli 2010, och i Nordamerika den 26 juli samma år.

### Fotnoter
1. 1 2 3  ”IGN's Review of Aero the Acrobat (GBA)”. http://www.ign.com/articles/2002/06/24/aero-the-acrobat. Läst 7 juni 2014.